# Transilvania Horror Rock Kafè
Il Transilvania Horror Rock Kafè, più comunemente denominato solo come Transilvania, è stato il marchio di una celebre catena di locali a tema tra pub notturni e sale da concerto, tutti caratterizzati da ambientazioni goth / horror / splatter e musica rock, hard rock, heavy metal.

## Storia

### 1994-2004: Gli anni d'oro

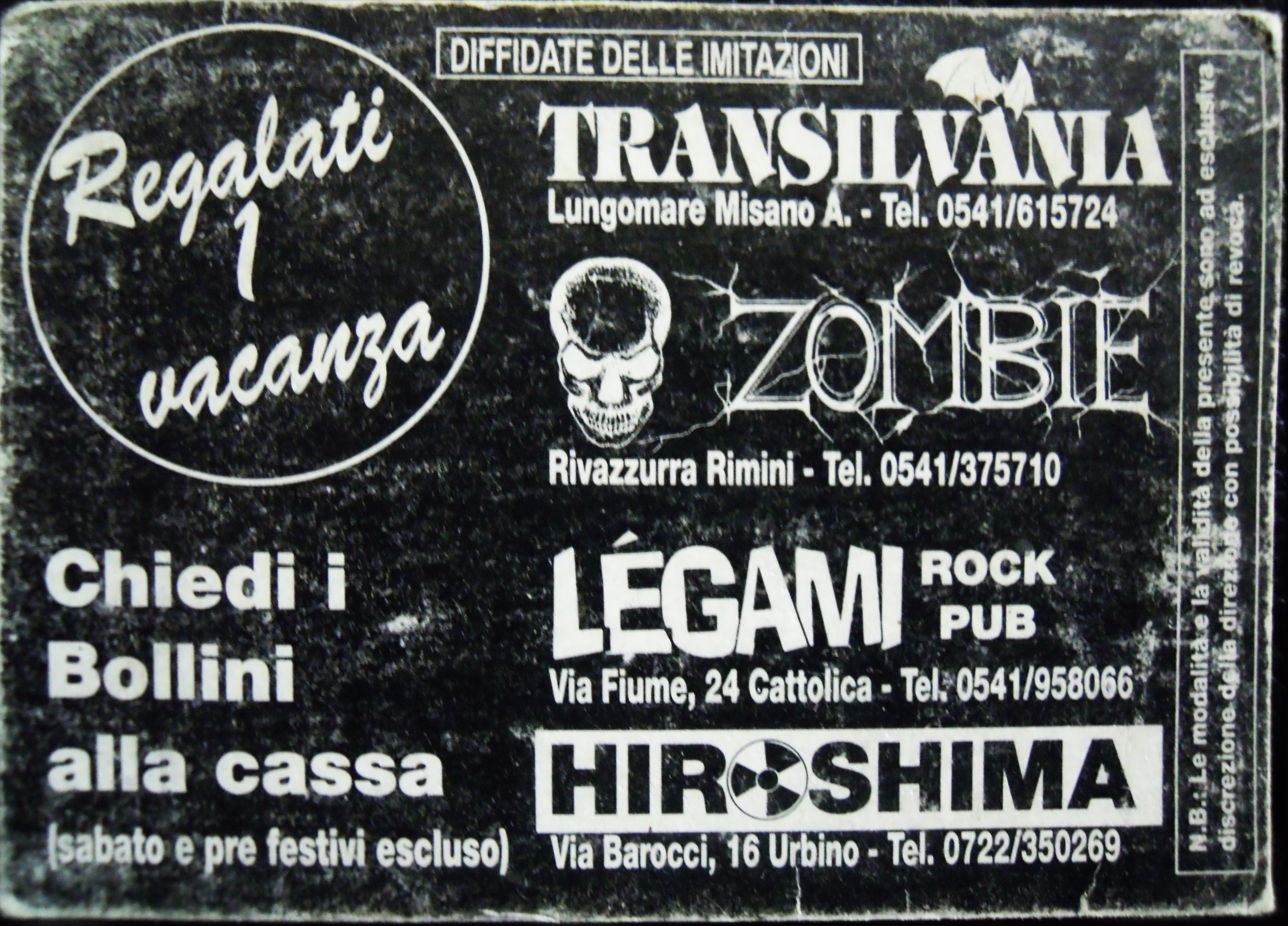
Tessera consumazioni 1994

La sede storica del Transilvania Horror Rock Kafè fu fondata a Misano Adriatico in provincia di Rimini nel 1994 dallo chef Umberto Ferri, meglio conosciuto come "Ice" e da Eros, che nel tempo aveva fondato altri pub a tema come lo Zombie di Rimini, il Legami di Cattolica e l'Hiroshima di Urbino. Particolarità del locale erano gli arredi in stile goth / horror / splatter, con tavoli a forma di bara e finti cadaveri all'interno, candele, scheletri e teschi alle pareti e pietre tombali dedicate a vampiri e licantropi. Le pietanze avevano poi nomi bizzarri come "pizza dell'esorcista", il "dracburger" o il "transilvania suicide". Ogni pub della catena aveva dei terrari con rettili e pitoni, che, a tarda notte, venivano spesso presi dal personale qualificato e portati tra i tavoli e i clienti.
Negli anni successivi il Transilvania Horror Rock Kafè cominciò ad espandersi aprendo nuove sedi e, con l'ingresso di Dario Argento nella società, stabilì nel giro di pochi anni sedi in tutta Italia, fino ad arrivare ad una catena di 35 locali tra Italia ed estero, con sedi in Germania, Inghilterra e negli USA. I locali formarono così una fitta rete di amicizie e collaborazioni con gli artisti venuti ad esibirsi nei locali della catena.
Tra i gruppi maggiormente legati al locale si ricordano gruppi musicali quali: System of a Down, HIM e Cradle of Filth. Questi ultimi nel 2005, presenti tra il pubblico durante un'esibizione dei Vintage Violence al Transilvania Live di Milano, decidono di salire sul palco per improvvisare un brano con loro; nel 2002, inoltre, il regista Alex Chandon e Dani Filth, frontman dei Cradle of Filth, presentano al Transilvania Rock Horror Kafé di Genova il proprio film Cradle of Fear.
Il Transilvania ha stretti contatti con le principali agenzie di booking e case discografiche italiane e straniere e con celebri personaggi dello spettacolo quali Dario Argento, che nel settembre 1999 vi presenta il libro Basta con l'horror, torno al giallo, e Claudio Simonetti, che vi tiene vari concerti con il suo gruppo progressive rock Daemonia. Inoltre il marchio arriva a produrre eventi in palazzetti e teatri, registrando date con il "tutto esaurito" e diventando così un riferimento per il pubblico, oltre che per questi artisti e agenzie.
Tra la fine degli anni novanta e l'inizio del 2000, il Transilvania Horror Kafè si trasformò nel Transilvania Live con sedi sparse per tutta Italia tra cui: Bergamo, Torino, Bassano del Grappa, Udine, Reggio Emilia, Civitanova Marche, Marcelli di Numana e Cagliari, e con nuovi locali come il Gate 52 di Verona, il Rockhouse di Rimini o il Midian di Cremona.

### 2005-2009: La crisi
I Transilvania Horror Rock Kafè entrarono in crisi verso la metà degli anni '00 chiudendo la maggior parte dei locali (come il Transilvania Live di Reggio Emilia, fallito nel 2005, trasferitosi poi a Poviglio con il nome di Pandemonium) o cambiando le strategie di mercato (come il Musicdrome di Milano ex Transilvania Live).
L'ultima sede italiana, e nel mondo, fu quella del Transilvania di Bologna, che chiuse il 4 luglio del 2009. Il cambio di marchio del pub bolognese in Lab 16 segnò di fatto l'estinzione del Transilvania Horror Rock Kafè, dopo più di dieci anni di vita.

### 2022-in poi: Il ritorno
Nel 2024 Ice Ferri, dopo aver vissuto a Los Angeles per 15 anni, ritorna a Misano Adriatico e decide di riaprire un nuovo Transilvania Horror Rock Kafè in via Conca 6. Il nuovo locale riaprì così l'11 maggio in una serata che vedeva concerti di Afterdark, Eonia Rise e la storica band bolognese Gli Atroci.